# Mariel (Rougemuraille)
Pour les articles homonymes, voir Mariel et Tempête (homonymie).
Mariel (titre original : Mariel of Redwall) est le quatrième tome de la série Rougemuraille de Brian Jacques. Publié en 1991, il fut traduit en français et découpé en quatre tomes : La Révolte de Tempête, Kamoul le Sauvage, La Forêt hostile et À l'assaut de Terramort.
Dans l'ordre chronologique de l'histoire, il est précédé par Solaris et suivi par Joseph.
Une  souricelle amnésique se réveille sur une plage de l'île de Terramort. Elle se rend compte qu'elle est Mariel, la fille de Joseph le Fondeur de cloches et rejoint son père dans sa lutte contre Kamoul le Sauvage, seigneur des rats de mer...